# Oksana Orlan
Oksana Orlan es una actriz, guionista, productora de cine y modelo estadounidense.

## Carrera
Orlan inició su carrera interpretando el papel principal de Lana en el filme Lana's Rain (2002). En la película coincidió con el director Michael S. Ojeda, con quien trabajaría en otros proyectos en años posteriores. Tras participar sin créditos en cintas como xXx: State of the Union (2005) y La Isla (2005), en 2015 colaboró nuevamente con Ojeda en el cortometraje Rise of the Phoenix, en el que interpretó por primera vez el personaje de Dominique, una mercenaria ucraniana que busca redención en tierras lejanas.
En 2018 interpretó el papel de Nina en el filme The Russian Bride, nuevamente bajo la dirección de Ojeda. En 2021 figuró en un episodio de la serie NCIS: Los Ángeles. En 2024 protagonizó el largometraje Dominique, una coproducción entre Estados Unidos y Colombia. Filmada en la ciudad de Bogotá, la película fue dirigida por Ojeda y retoma al personaje de Dominique, quien esta vez debe tratar de salvar a una familia colombiana que la acoge tras su llegada al país sudamericano.

## Filmografía

### Cine
| Año  | Título                  | Papel     | Notas        |
| ---- | ----------------------- | --------- | ------------ |
| 2002 | Lana's Rain             | Lana      |              |
| 2005 | xXx: State of the Union |           | Sin créditos |
| 2005 | La isla                 |           | Sin créditos |
| 2011 | Justice on the Border   | Yuliana   |              |
| 2015 | Pop Star Puppy          | Olivia    |              |
| 2015 | Rise of the Phoenix     | Dominique | Corto        |
| 2016 | Hollywood Diversity     | Masha     |              |
| 2018 | The Russian Bride       | Nina      |              |
| 2024 | Dominique               | Dominique |              |

### Televisión
| Año  | Título            | Papel         | Notas      |
| ---- | ----------------- | ------------- | ---------- |
| 2017 | Sangre negra      | Irina Ramanov | 1 episodio |
| 2021 | NCIS: Los Ángeles | Cleo          | 1 episodio |